# Михайловський Олексій Олексійович
Олексій Олексійович Михайловський — старший солдат Збройних Сил України, учасник російсько-української війни, що загинув під час російського вторгнення в Україну.

## Життєпис
Старший солдат, військовослужбовець підрозділу 95 ОДШБр.
Загинув в боях з агресором в ході відбиття російського вторгнення в Україну (місце – не уточнено).
9 березня 2022 року в м. Житомирі відбулося прощання з Олексієм Михайловським.

## Нагороди
- орден «За мужність» III ступеня (2022, посмертно) — за особисту мужність і самовіддані дії, виявлені у захисті державного суверенітету та територіальної цілісності України, вірність військовій присязі.